# Antonina Taborowicz
Antonina Taborowicz (ur. 4 października 1899 w Warszawie, zm. 11 stycznia 1993 tamże), polska lekkoatletka, specjalizująca się w skoku wzwyż.

## Życiorys
Zawodniczka klubów: Sokół Warszawa i Sokół-Grażyna Warszawa. Reprezentowała Polskę w II Światowych Igrzyskach Kobiet w Göteborgu (1926), zajmując 6-7. miejsce w skoku wzwyż. 3-krotna mistrzyni Polski w skoku wzwyż (1924, 1925, 1926), 4-krotna rekordzistka kraju (do 1,40 w 1926 - rekord życiowy). W czasie okupacji niemieckiej współpracowała z AK. Pochowana na cmentarzu Bródnowskim w Warszawie (kwatera 12N-4-31).